# Udo Dammer

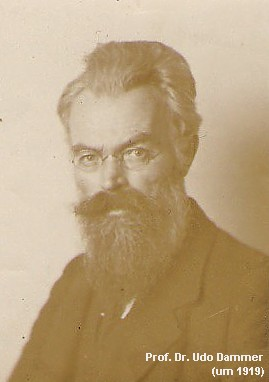
Udo Dammer um 1919

Carl Lebrecht Udo Dammer (* 8. Januar 1860 in Apolda; † 15. November 1920 in Groß Rambin bei Kolberg) war ein deutscher Botaniker. Sein offizielles botanisches Autorenkürzel lautet „Dammer“.

## Leben
Udo Dammer war das älteste Kind des Chemikers Otto Dammer. Er war von 1883 bis 1886 als Kustos am Botanischen Garten in Sankt Petersburg tätig und studierte anschließend Botanik in Berlin, wo er auch (von 1887 bis 1889) Assistent von Nathanael Pringsheim war. 1888 wurde er an der Universität Freiburg promoviert; der Titel seiner Dissertation lautete Beiträge zur Kenntnis der vegetativen Organe von Limnobium Stoloniferum Grisebach.
Von 1893 bis 1919 war er Kustos am Botanischen Garten in Berlin. Zudem entfaltete er eine rege publizistische Tätigkeit (s. u.). Daher wurde ihm mit Patent vom 21. Dezember 1905 vom Preußischen Kultusminister der Professoren-Titel verliehen.
In seinen letzten Jahren lebte er überwiegend auf seinem Gut Karlsruh bei Battin. Dort wurde er auch bestattet, nachdem er bei einem Verkehrsunfall ums Leben gekommen war. Seine Frau Elisabeth geb. Schrabach, mit der er zwei Söhne hatte, überlebte ihn um sechs Jahre.

## Ehrentaxon
Nach ihm erhielt die Teppich-Zwergmispel (Cotoneaster dammeri) aus der Gattung der Zwergmispeln das Artepitheton im wissenschaftlichen Namen.
Außerdem wurde ihm zu Ehren die Gattung Dammera K.Schum. & Lauterb. der Pflanzenfamilie der Palmengewächse (Arecaceae) benannt.

## Werke
Hier eine Auswahl seiner Werke:

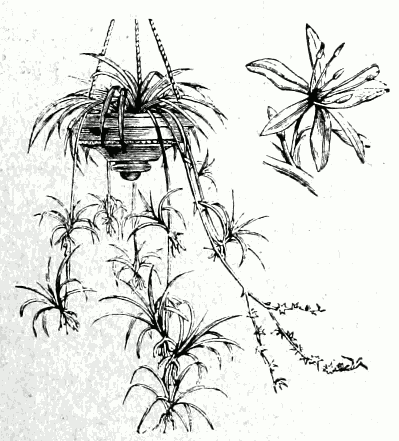
Chlorophytum comosum in: Zimmerblattpflanzen

- Handbuch für Pflanzensammler. Stuttgart 1891.
- Anleitung für Pflanzensammler. Stuttgart 1894.
- Über die Aufzucht der Raupe des Seidenspinners. Frankfurt (Oder) 1897.
- Zimmerblattpflanzen. Berlin 1899.
- Balkonpflanzen. Berlin 1899.
- Theorie der Gartenarbeiten. Berlin 1899.
- Nadelhölzer. Berlin 1900.
- Palmen. Berlin 1900.
- Unsere Blumen und Pflanzen im Garten. Leipzig 1912.
- Taschenatlas der essbaren und schädlichen Pilze. Esslingen a.N. 1914.
- Wie ziehen wir am besten Gemüse? Berlin 1916.